# Vatikanen

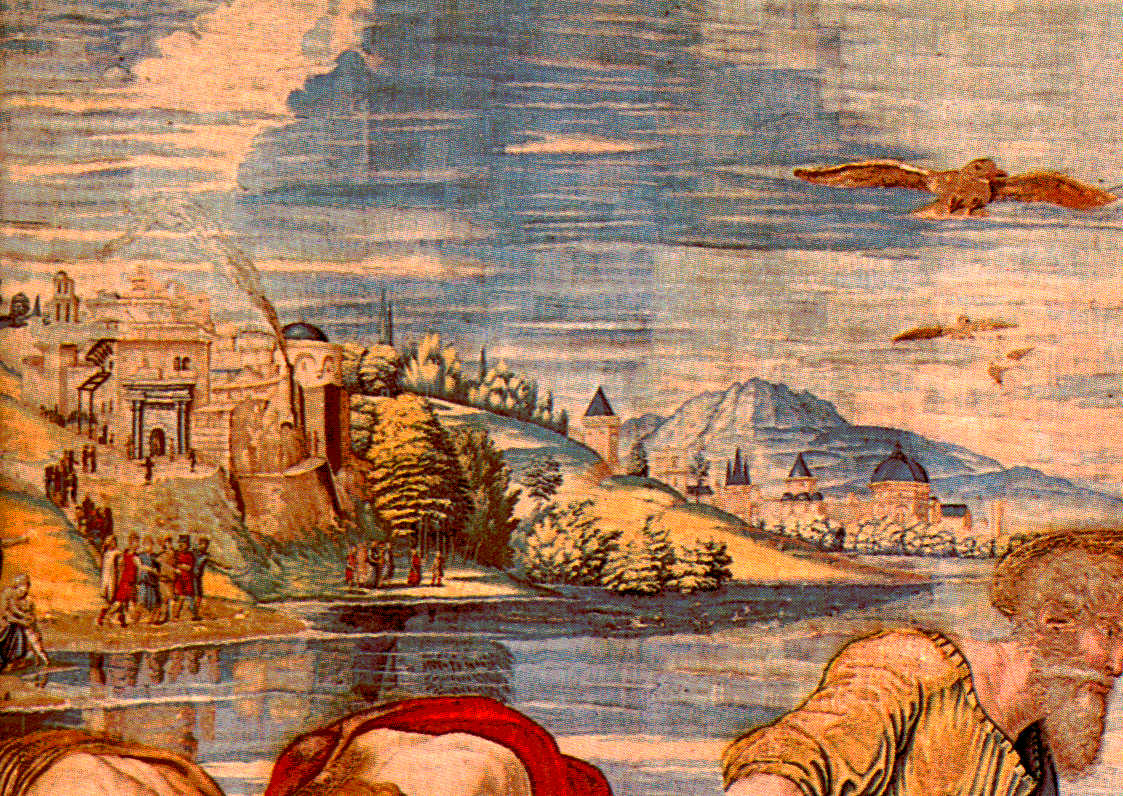
Vatikanska kullen. Illustration från 1500-talet.

Vatikanen är en kulle i nordvästra delen av Rom, som i dag bär Peterskyrkan innesluten i katolska kyrkans stadsstat Vatikanstatens territorium.

## Historia
Vid tiden för romarriket var Neros cirkus belägen på kullen.

### Vatikanen och Romersk-katolska kyrkan
Enligt traditionen begravdes aposteln Petrus vid kullen. Redan cirka år 160 restes ett minnesmärke, en memoria, över honom. Konstantin den store lät senare uppföra en basilika över memorian, där denna utgjorde blickpunkten, innesluten i en marmorkub. Över memorian placerades senare basilikans högaltare.
Under 1500- och 1600-talet revs basilikan och ersattes av den nuvarande Peterskyrkan, som invigdes 1626.
Från år 1378 har Vatikanen utgjort påvens residens, och ordet används nu ofta metonymt om påven och katolska kyrkans administration, kurian. Sedan Lateranfördraget ingicks 1929 utgör Vatikanens område en egen stat, Vatikanstaten.

## Övrigt
Asteroiden 416 Vaticana är uppkallad efter kullen .